# Madhur Mittal
Madhur Mittal (ur. 20 stycznia 1987) – indyjski aktor, najbardziej znany z filmu Slumdog. Milioner z ulicy (gdzie zagrał dorosłego Salima).

## Życiorys
Madhur urodził się w miejscowości Agra. W 1997 roku zwyciężył w Boogie Woogie - popularnym widowisku tanecznym w indyjskiej telewizji. Wkrótce potem, jego rodzina przeniosła się do Bombaju. Madhur brał udział w występach tanecznych na widowiskach dobroczynnych, oraz innych wydarzeniach kulturalnych. Podróżował po świecie, by wystąpić w ponad 950 widowiskach scenicznych. 
Będąc dzieckiem aktor pracował w Indiach w filmach: One Two Ka Four, Kahin Pyaar Na Ho Jaaye. Występował również w telewizyjnych widowiskach: Shakalaka Boom Boom, Kasauti Zindagi Ki, Jalwa, Chamatkar i Dastak.

## Nagrody
Wygrane
- 2009: Screen Actors Guild - najlepsza obsada filmowa - Slumdog. Milioner z ulicy

Nominacje
- 2008: Black Reel Awards - najlepsza obsada filmowa - Slumdog. Milioner z ulicy

## Filmografia
- 2000: Kahin Pyaar Na Ho Jaaye
- 2001: One Two Ka Four
- 2007: Say Salaam India
- 2008: Slumdog. Milioner z ulicy